# Amt Lützow-Lübstorf
La comunità amministrativa di Lützow-Lübstorf (Amt Lützow-Lübstorf) si trova nel circondario del Meclemburgo Nordoccidentale nel Meclemburgo-Pomerania Anteriore, in Germania.

## Suddivisione
Comprende 15 comuni (abitanti il 31 dicembre 2022):
1. Alt Meteln (1 186)
2. Brüsewitz (1 961)
3. Cramonshagen (528)
4. Dalberg-Wendelstorf (556)
5. Gottesgabe (767)
6. Grambow (654)
7. Klein Trebbow (1 080)
8. Lübstorf (1 569)
9. Lützow (1 569)
10. Perlin (378)
11. Pingelshagen (543)
12. Pokrent (678)
13. Schildetal (774)
14. Seehof (941)
15. Zickhusen (522)

Il capoluogo è Lützow.